# Ophioderma
Ophioderma è un genere di Echinodermata della famiglia Ophiodermatidae.

## Specie
- Ophioderma appressum (Say, 1825)
- Ophioderma brevicaudum Lütken, 1856
- Ophioderma brevispinum (Say, 1825)
- Ophioderma cinereum Müller & Troschel, 1842
- Ophioderma devaneyi Hendler & Miller, 1984
- Ophioderma guttatum Lütken, 1859
- Ophioderma januarii Lütken, 1856
- Ophioderma longicauda
- Ophioderma pallidum
- Ophioderma panamense Lütken, 1859
- Ophioderma phoenium H. L. Clark, 1918
- Ophioderma rubicundum Lütken, 1856
- Ophioderma squamosissimum Lütken, 1856
- Ophioderma variegatum Lütken, 1856